# Maciej Janik
Maciej Tomasz Janik – polski historyk, dr hab. nauk humanistycznych, profesor nadzwyczajny Instytutu Historii Wydziału Filologiczno-Historycznego Uniwersytetu Humanistyczno-Przyrodniczego im. Jana Długosza w Częstochowie.

## Życiorys
17 stycznia 2001  obronił pracę doktorską Polskie kalendarze astrologiczne epoki saskiej, 19 lutego 2014 habilitował się na podstawie oceny dorobku naukowego i pracy zatytułowanej Źródła historyczne w przestrzeni kultury popularnej i edukacji. Objął funkcję profesora nadzwyczajnego w Instytucie Historii na Wydziale Filologiczno-Historycznym Uniwersytetu Humanistyczno-Przyrodniczego im. Jana Długosza w Częstochowie.

## Publikacje
- 2014: Edukacja z kalendarza[2]
- 2015: Formy prezentacji regionalnego źródła historycznego w Internecie[2]
- 2016: Mały region w dokumentacji archiwalnej wielkiego imperium[2]
- 2016: Badania z zakresu historii regionu[2]